# 蒂姆·布拉班茨
蒂姆·布拉班茨（英語：Tim Brabants，1977年1月23日—），英国男子皮划艇运动员。他曾代表英国参加2000年、2004年、2008年和2012年夏季奥林匹克运动会皮划艇比赛，获得一枚金牌和二枚铜牌。